# Charlotte Buff

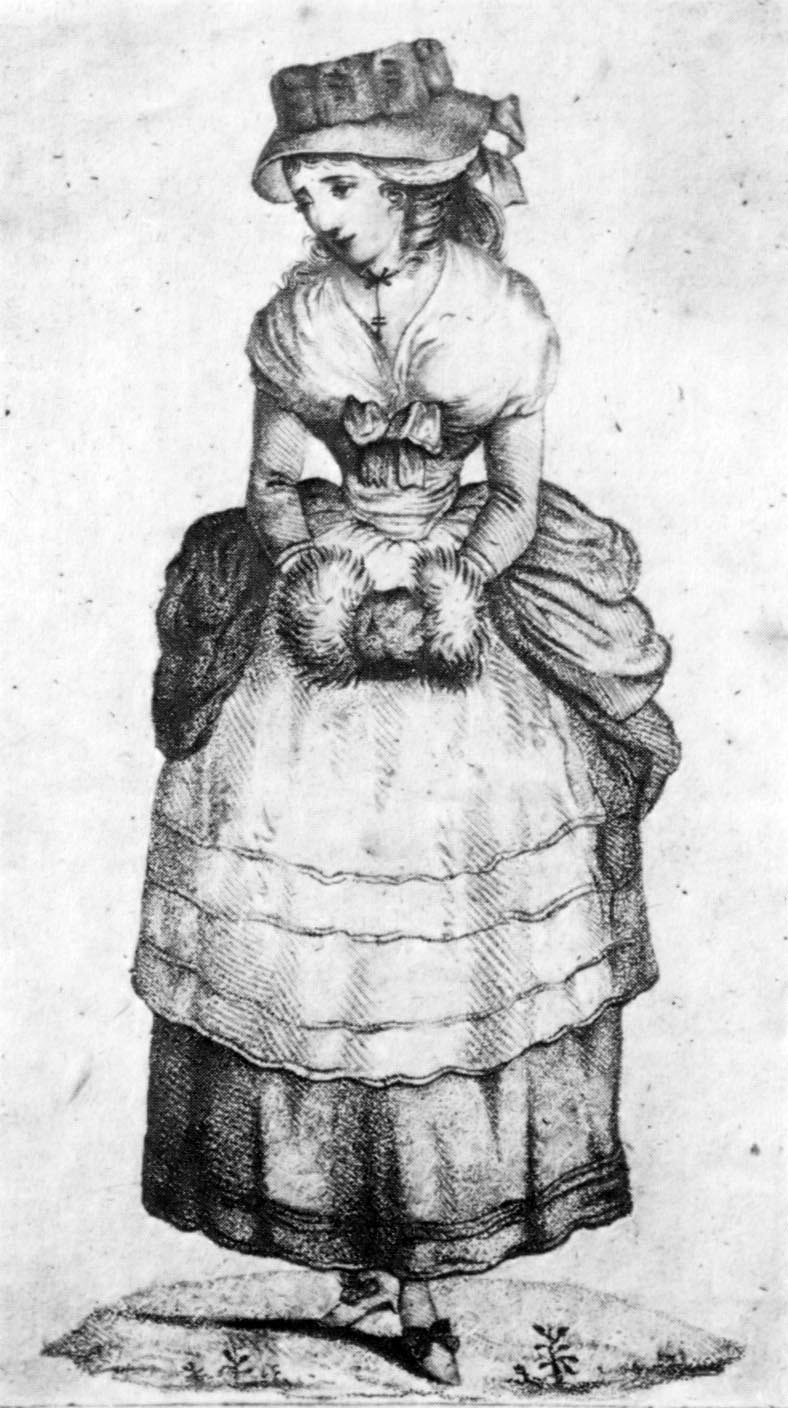
Charlotte Buff

Charlotte Sophie Henriette Buff (Wetzlar, 1753. január 11. – Hannover, 1828. január 16.) volt az a német nő, akiről Johann Wolfgang von Goethe Lotte alakját mintázta „Az ifjú Werther szenvedései” című művében.

## Élete
Heinrich Adam Buff (1711–1795) tiszttartó és Magdalena Ernestina Feyler (1731–1771) tizenhat gyermeke közül másodikként született. 1768-ban Johann Christian Kestner jegyese lett, de csak 1773. április 4-én kötöttek házasságot. A férfi 1767-től a wetzlari bíróságon volt titkár, később Hannoverben udvari tanácsos és helyettes levéltáros. A házaspárnak 12 gyermeke született.
Goethe 1772-ben joggyakornokként járt Wetzlarban, ahol egy táncmulatságban ismerte meg Lottét. Június 9-én Goethe wetzlari nagynénje, Lange asszony, bált rendezett a szomszédos falu, Volpertshausen vadászlakában, valószínűleg Charlotte nővére, Karoline Buff születésnapja alkalmából. (Karoline és Lange asszony fia eljegyzés előtt álltak.) A bálon Goethe Charlotte Buff kísérője volt, noha ebben az időben a tizenhét éves Johannette Lange körül forgolódott. Amint azonban Goethe megismerte Charlottét, elfelejtette Johannettét, annyira elvarázsolta Lotte megjelenése és nyílt modora. Ahogy a Werther-ben megírta, egész este vele táncolt.
A Werthertől eltérően azonban nem a bál napján, hanem a következő napon történt az az jelenet a wetzlari Buff-házban, amelytől Goethe annyira izgalomba jött. Amikor Goethe odaért, Lotte éppen kenyeret vágott a testvéreinek. Goethe így írta le az élményt a Werther-ben:
Milyen gyönyörűség volt a lelkemnek őt a kedves, vidám gyerekeknek, nyolc testvérének körében látni!
Édesanyja egy évvel előbb bekövetkezett korai halála miatt Lotte vezette az apai háztartást és gondoskodott kilenc kisebb testvéréről. Lotte ugyan a második legidősebb lány volt a családban, de alkalmasabb volt erre a felelősségteljes tisztségre, mint nővére, Karoline. Goethe és Lotte testvérei szintén jól megértették egymást. Kestnerrel, Charlotte jegyesével is jó viszonyt ápolt ennek visszatérése után, a Wertherben azt állította, hogy Lotte után Albert volt számára a legkedvesebb. Goethét annyira nyomasztotta a Lottéhoz fűződő kapcsolat kilátástalansága, hogy szeptember 11-én elhagyta Wetzlart és levélben vett búcsút a jegyespártól. Az elválás irodalmi feldolgozása a Werther-regény.

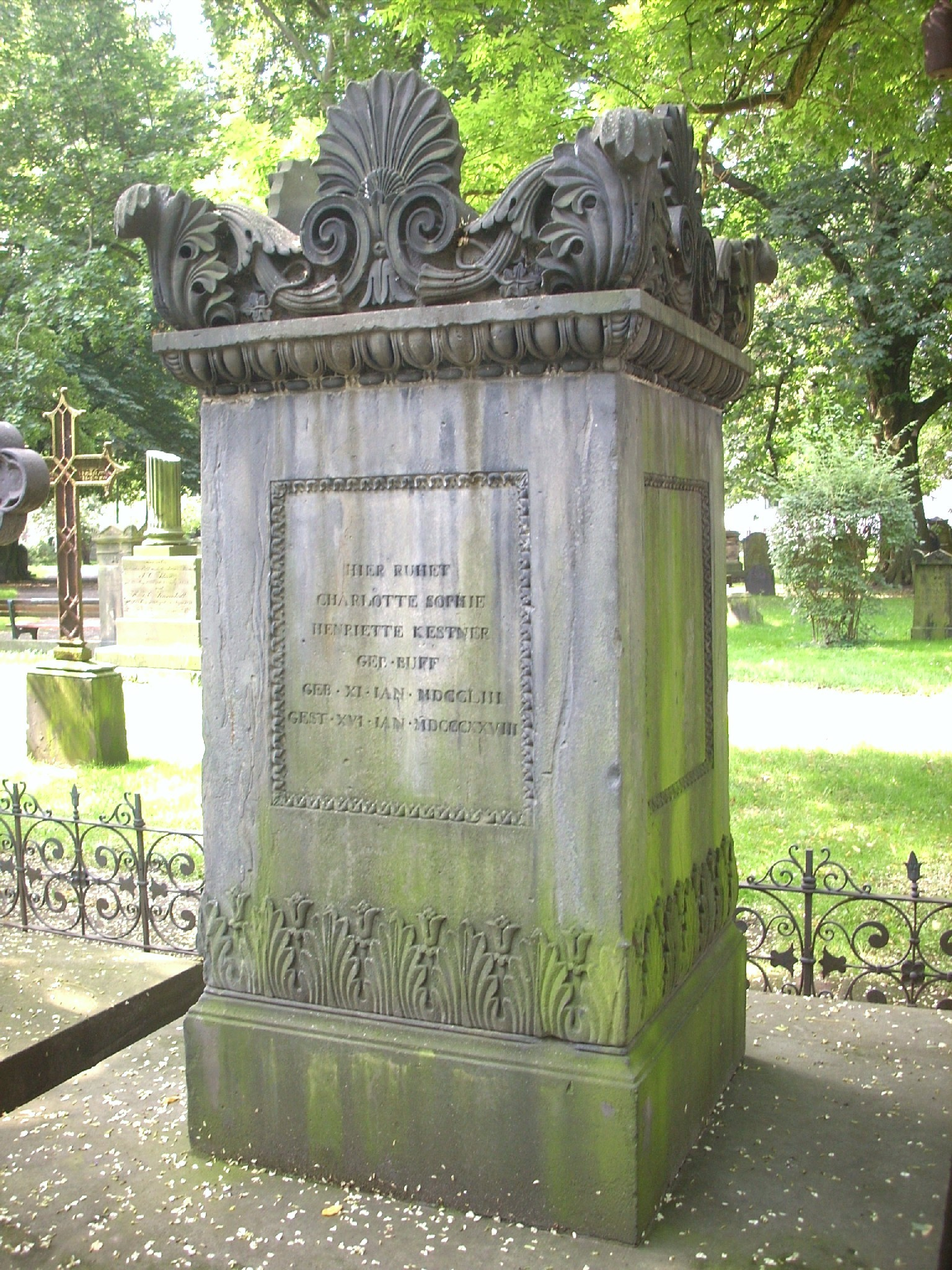
Charlotte sírja Hannoverben

Charlotte 1773-ban férjhez ment Kestnerhez és Hannoverbe költöztek. A Kestner-házaspár és Goethe továbbra is leveleztek, és amikor 1774 őszén a Werther megjelent, az író küldött nekik egy példányt. A szereplők az íróhoz fűződő barátságuk elárulásaként fogadták a regényt és a jó kapcsolat Goethe többrendbeli magyarázkodása ellenére sem állt helyre. Charlotte utóbb nem vette zokon, hogy Werther Lottéjaként ismerik fel, Kestner azonban semmi esetre sem akart a regénybeli Albert lenni.
Kestneréknek nyolc fiú- és négy leánygyermeke született, az elsőnek Goethe lett a keresztapja. Charlotte okosan és jó kedéllyel vezette a népes háztartást. Miután férje 1800-ban meghalt, Charlotte lett a szerteszóródott család központja, és aktívan részt vett gyermekei boldogulásában. Goethével levélben tartotta a kapcsolatot és rábírta, hogy segítségére legyen fiainak, többek között August Kestnernek. 1816 szeptemberében Charlotte néhány hétre Weimarba utazott férjezett húgához, és ott találkozott Goethével. A találkozás azonban csak formális volt, és nem ismétlődött meg. Ezt a találkozást örökítette meg némi írói szabadsággal Thomas Mann az 1939-ben megjelent Lotte Weimarban című regényében.

## Fordítás
- Ez a szócikk részben vagy egészben  a   Charlotte Buff című német Wikipédia-szócikk ezen változatának fordításán alapul.  Az eredeti cikk szerkesztőit annak laptörténete sorolja fel. Ez a jelzés csupán a megfogalmazás eredetét és a szerzői jogokat jelzi, nem szolgál a cikkben szereplő információk forrásmegjelöléseként.